# Thomas Byberg
Thomas Hedvin Byberg (né le 18 septembre 1916 à Hommelvik et mort le 13 octobre 1998 à Trondheim) est un patineur de vitesse norvégien.

## Carrière
Thomas Byberg commence le patinage de vitesse dans les années 1930. En 1948 il remporte le 500 mètres lors aux championnats de Norvège de patinage de vitesse. Il termine deuxième des qualifications norvégiennes pour les Jeux olympiques de 1948 et remporte la médaille d'argent quelques jours plus tard. Il partage la seconde place avec Robert Fitzgerald et Kenneth Bartholomew qui réalisent tous les trois 43 s 2 à un dixième de la médaille d'or de Finn Helgesen.

## Palmarès

### Jeux olympiques d'hiver
- Jeux olympiques d'hiver de 1948 à Saint-Moritz, Suisse
  -  Médaille d'argent du 500 mètres